# Вітановиці (Нижньосілезьке воєводство)
Вітановиці (пол. Witanowice) — село в Польщі, у гміні Ґавожиці Польковицького повіту Нижньосілезького воєводства.
Населення — 86 осіб (2011).
У 1975-1998 роках село належало до Легницького воєводства.

## Демографія
Демографічна структура станом на 31 березня 2011 року:
|          | Загалом | Допрацездатний вік | Працездатний вік | Постпрацездатний вік |
| -------- | ------- | ------------------ | ---------------- | -------------------- |
| Чоловіки | 45      | 6                  | 37               | 2                    |
| Жінки    | 41      | 7                  | 25               | 9                    |
| Разом    | 86      | 13                 | 62               | 11                   |